# Калужа, Юзеф
Ю́зеф Игна́ций Калу́жа (пол. Józef Ignacy Kałuża; 11 февраля 1896 года, Пшемысль, Австро-Венгрия — 11 ноября 1944 года, Краков, нацистская Германия) — польский футболист, центрфорвард клуба «Краковия», игрок сборной, участник олимпийских игр, тренер сборной Польши в 1932—1939 годах.

## Биография
Родился в Пшемысле, в семье с военными традициями. Его отец, Анджей, был офицером австрийской армии. С 1903 года семья жила в Кракове.
По профессии был учителем польского языка и литературы. Также иногда занимался журналистикой. Образование получил в 1911—1915 годах в Учительском семинаре в Кракове. Срочную службу служил в австрийской армии. Работал учителем в общеобразовательной школе на улице Гжегоржецкой. В период руководства сборной публиковал статьи и комментарии в краковской газете «Raz, dwa, trzy».
В футбол начал играть в детской школе пшемысльской «Полонии». Затем перешёл в Рабочий клуб Кракова. С 1911 года футболист Краковии.
Один из лучших игроков довоенной Краковии. В её составе провёл 404 матча в различных турнирах. Забил в них 465 голов. Дебютировал за Краковию 7 апреля 1912 года. Последний раз сыграл в составе команды 25 мая 1931 года.
В составе сборной Польши участвовал в 16 официальных матчах (всего, включая официально непризнанные, в 21). Забил 7 (8) голов. Забил первый гол сборной Польши на территории Польши 3 июня 1923 года в матче со сборной Югославии (1:2).
Несколько раз в течение карьеры пытался перейти на тренерскую работу. В 1922 году успешно завершил переговоры с краковской Вислой, но в итоге остался в Краковии. В самой Краковии был временным играющим тренером. Также, параллельно с игрой за Краковию был тренером в варшавской Легии в 1930 году.
По завершении футбольной карьеры, стал тренером. В 1932 году был назначен тренером сборной Польши. Добился со сборной её первых больших успехов, до 1970-х годов остававшихся недосягаемыми. В 1936 году привёл сборную Польши к 4 месту на Олимпийских играх в Берлине. Под его руководством сборная впервые пробилась на чемпионат мира 1938 года. В качестве тренера провёл последний предвоенный матч сборной со сборной Венгрии, вице-чемпионами мира, выигранный поляками 4:2.
Во время войны один из немногих руководящих деятелей PZPN, оставшихся в Польше. Ответил отказом на предложение о сотрудничестве с оккупационной администрацией.
Скончался 11 ноября 1944 года в Кракове, после тяжёлой болезни, вызванной инфекцией. Лекарство (пенициллин), которое могло бы его спасти, было недоступно полякам в оккупированном Кракове. Похоронен на Новом Подгорском кладбище. Его похороны стали массовой антинацистской манифестацией.

## Память
С 1946 года в течение нескольких лет разыгрывался футбольный кубок им. Юзефа Калужи между чемпионами воеводств.
Имя Юзефа Калужи носит улица в краковском районе Блони, на которой стоит стадион клуба Краковия. Также его именем названа улица в Пшемысле, рядом со старым стадионом «Полонии» (Пшемысль) (соединяет набережную Вильсона и улицу Спортивную). Также улица Юзефа Калужи есть в подкраковской деревне Тенчинок (между улицами Замковая и Монджика).
К 70-летию смерти футболиста (2014 год) было принято решение начать сбор средств на сооружение возле стадиона Краковии памятника Юзефу Калуже.
Во время опроса болельщиков в честь 95-летия спортивного клуба «Краковия» (различные виды спорта) в 2001 году, был назвал лучшим спортсменом «Краковии» за всю её историю.
Краковская общеобразовательная школа спортивного резерва носит имена Хенрика Реймана и Юзефа Калужи.

## Достижения
- Чемпион Галиции по футболу — 1913
- Чемпион Польши по футболу — 1921, 1930
- Бронзовый призёр чемпионата Польши по футболу — 1922

## Статистика выступлений
| Клуб             | Сезон            | Чемпионат Польши | Чемпионат Польши | Чемпионат Кракова | Чемпионат Кракова | Итого | Итого | Товарищеские матчи | Товарищеские матчи | Всего | Всего |
| Клуб             | Сезон            | Игры             | Голы             | Игры              | Голы              | Игры  | Голы  | Игры               | Голы               | Игры  | Голы  |
| ---------------- | ---------------- | ---------------- | ---------------- | ----------------- | ----------------- | ----- | ----- | ------------------ | ------------------ | ----- | ----- |
| Краковия         | 1912             | -                | -                | -                 | -                 | 0     | 0     | 27                 | 22                 | 27    | 22    |
| Краковия         | 1913             | 4                | 2                | -                 | -                 | 4     | 2     | 26                 | 29                 | 30    | 31    |
| Краковия         | 1914             | 3                | 2                | -                 | -                 | 3     | 2     | 14                 | 15                 | 17    | 17    |
| Краковия         | 1915             | -                | -                | -                 | -                 | 0     | 0     | 0                  | 0                  | 0     | 0     |
| Краковия         | 1916             | -                | -                | -                 | -                 | 0     | 0     | 3                  | 5                  | 3     | 5     |
| Краковия         | 1917             | -                | -                | -                 | -                 | 0     | 0     | 16                 | 33                 | 16    | 33    |
| Краковия         | 1918             | -                | -                | -                 | -                 | 0     | 0     | 27                 | 36                 | 27    | 36    |
| Краковия         | 1919             | -                | -                | -                 | -                 | 0     | 0     | 22                 | 59                 | 22    | 59    |
| Краковия         | 1920             | -                | -                | 4                 | 10                | 4     | 10    | 17                 | 27                 | 21    | 37    |
| Краковия         | 1921             | 8                | 9                | 6                 | 15                | 14    | 24    | 24                 | 32                 | 38    | 56    |
| Краковия         | 1922             | 0                | 0                | 5                 | 5                 | 5     | 5     | 12                 | 13                 | 17    | 18    |
| Краковия         | 1923             | 0                | 0                | 6                 | 4                 | 6     | 4     | 18                 | 9                  | 24    | 13    |
| Краковия         | 1924             | -                | -                | 8                 | 6                 | 8     | 6     | 19                 | 8                  | 27    | 14    |
| Краковия         | 1925             | 0                | 0                | -                 | -                 | 0     | 0     | 24                 | 22                 | 24    | 22    |
| Краковия         | 1926             | 4                | 4                | 10                | 10                | 14    | 14    | 14                 | 16                 | 28    | 30    |
| Краковия         | 1927             | 0                | 0                | 3                 | 2                 | 3     | 2     | 26                 | 23                 | 29    | 25    |
| Краковия         | 1928             | 19               | 9                | 0                 | 0                 | 19    | 9     | 4                  | 7                  | 23    | 16    |
| Краковия         | 1929             | 23               | 10               | 0                 | 0                 | 23    | 10    | 7                  | 7                  | 30    | 17    |
| Краковия         | 1930             | 0                | 0                | 0                 | 0                 | 0     | 0     | 0                  | 0                  | 0     | 0     |
| Краковия         | 1931             | 0                | 0                | 0                 | 0                 | 0     | 0     | 1                  | 0                  | 1     | 0     |
| Всего за карьеру | Всего за карьеру | 61               | 36               | 42                | 52                | 103   | 88    | 301                | 363                | 404   | 451   |